# Bann (rzeka w Irlandii Północnej)
Bann (ang. River Bann, irl. An Bhanna) – rzeka w Wielkiej Brytanii, najdłuższa rzeka w Irlandii Północnej.
Górny i dolny odcinek rzeki rozdzielone są jeziorem Lough Neagh. Źródło rzeki znajduje się na zachodnim stoku szczytu Slieve Muck, w paśmie górskim Mourne Mountains. Rzeka płynie w kierunku północno-zachodnim i wpada do Lough Neagh w jego południowo-zachodniej części. Następnie wypływa z jeziora w jego północnej części, koło miejscowości Toome, skąd płynie na północ do ujścia do Oceanu Atlantyckiego, w pobliżu miejscowości Castlerock. Długość rzeki wynosi 129 km.
Na rzece znajdują się bogate łowiska łososia i węgorza.
Nad Bann położone są m.in. miasta Coleraine, Portadown i Banbridge.